# Erythrogryllacris superba
Erythrogryllacris superba är en insektsart som först beskrevs av Brunner von Wattenwyl 1888.  Erythrogryllacris superba ingår i släktet Erythrogryllacris och familjen Gryllacrididae. Inga underarter finns listade i Catalogue of Life.